# انیکور-ا-سشل
انیکور-اِ-سِشِل (به فرانسوی: Agnicourt-et-Séchelles) یک کمون در فرانسه است که در پیکاردی واقع شده‌است.

## خصوصیات
انیکور-اِ-سِشِل ۱۰٫۷۹ کیلومترمربع مساحت و ۲۰۷ نفر جمعیت دارد و ۱۲۷ متر بالاتر از سطح دریا واقع شده‌است.